# Lim Eun-soo
Lim Eun-soo, kor. 임은수 Lim Eun-soo (ur. 26 lutego 2003 w Gyeonggi) – południowokoreańska łyżwiarka figurowa, startująca w konkurencji solistek. Medalistka zawodów z cyklu Grand Prix i Challenger Series, mistrzyni swojego kraju (2017).

## Osiągnięcia
| Zawody                                | 12–13          | 13–14          | 14–15          | 15–16          | 16–17          | 17–18          | 18–19          | 19–20          | 20–21          | 21–22          |                |                |                |                |                |                |                |
| Międzynarodowe                        | Międzynarodowe | Międzynarodowe | Międzynarodowe | Międzynarodowe | Międzynarodowe | Międzynarodowe | Międzynarodowe | Międzynarodowe | Międzynarodowe | Międzynarodowe | Międzynarodowe | Międzynarodowe | Międzynarodowe | Międzynarodowe | Międzynarodowe | Międzynarodowe | Międzynarodowe |
| ------------------------------------- | -------------- | -------------- | -------------- | -------------- | -------------- | -------------- | -------------- | -------------- | -------------- | -------------- | -------------- | -------------- | -------------- | -------------- | -------------- | -------------- | -------------- |
| Mistrzostwa świata                    |                |                |                |                |                |                | 10             |                |                |                |                |                |                |                |                |                |                |
| Mistrzostwa czterech kontynentów      |                |                |                |                |                |                | 7              | 8              |                |                |                |                |                |                |                |                |                |
| GP Skate America                      |                |                |                |                |                |                |                | 5              |                |                |                |                |                |                |                |                |                |
| GP NHK Trophy                         |                |                |                |                |                |                | 6              | 7              |                | 5              |                |                |                |                |                |                |                |
| GP Rostelecom Cup                     |                |                |                |                |                |                | 3              |                |                |                |                |                |                |                |                |                |                |
| GP Gran Premio d’Italia               |                |                |                |                |                |                |                |                |                | 8              |                |                |                |                |                |                |                |
| CS Asian Open Trophy                  |                |                |                |                |                |                | 1              | 1              |                | WD             |                |                |                |                |                |                |                |
| CS Autumn Classic International       |                |                |                |                |                |                |                | 3              |                |                |                |                |                |                |                |                |                |
| CS U.S. International Classic         |                |                |                |                |                |                | 2              |                |                |                |                |                |                |                |                |                |                |
| Shanghai Trophy                       |                |                |                |                |                |                |                | 3              |                |                |                |                |                |                |                |                |                |
| Międzynarodowe: Kategorie młodzieżowe |                |                |                |                |                |                |                |                |                |                |                |                |                |                |                |                |                |
| Mistrzostwa świata juniorów           |                |                |                |                | 4              | 5              |                |                |                |                |                |                |                |                |                |                |                |
| JGP w Austrii                         |                |                |                |                |                | 2              |                |                |                |                |                |                |                |                |                |                |                |
| JGP w Niemczech                       |                |                |                |                | 3              |                |                |                |                |                |                |                |                |                |                |                |                |
| JGP w Polsce                          |                |                |                |                |                | 4              |                |                |                |                |                |                |                |                |                |                |                |
| JGP w Słowenii                        |                |                |                |                | 4              |                |                |                |                |                |                |                |                |                |                |                |                |
| Asian Open Trophy                     |                | 1 N            |                |                | 3              | 2              |                |                |                |                |                |                |                |                |                |                |                |
| Krajowe                               |                |                |                |                |                |                |                |                |                |                |                |                |                |                |                |                |                |
| Mistrzostwa Korei Południowej         | 4 N            | 4 J            | 9              | 3              | 1              | 3              | 2              | 7              | 6              |                |                |                |                |                |                |                |                |